# Nintendo World Cup
Nintendo World Cup (jap. 熱血高校ドッジボール部 サッカー編 Nekketsu Kōkō Dojjibōru-bu: Sakkā-hen ‚heißblütiger Oberschul-Dodgeball-Klub: Fußball-Kapitel‘) ist ein Fußballspiel für das Nintendo Entertainment System (NES) und für den Game Boy.

## Spielprinzip

### Spielmodi
Im Tournament-Modus spielt man nacheinander gegen 12 Mannschaften um den Titel. Man kann anfangs aus 13 Mannschaften wählen. Die Reihenfolge der gegnerischen Mannschaften ist fest vorgegeben und wird lediglich durch die Auswahl des eigenen Teams verschoben. So trifft man beispielsweise als Deutschland im Finale auf Argentinien und umgekehrt. Einen Speichermodus gibt es nicht, die Spiele können aber über Passwörter aufgerufen werden.
Im VS Modus bestreitet man einzelne Spiele gegeneinander. Hier ist die Auswahl auf 5 Mannschaften beschränkt. Zusätzlich kann hier zwischen Bodenbelägen wie Asche, Sand, Beton, Eis oder Gras gewählt werden. Auf den unterschiedlichen Beläge laufen die Spieler unterschiedlich schnell, müssen teilweise Hindernisse in Form großer Steine ausweichen oder können beispielsweise auf Eis sehr weit grätschen.

### Steuerung
Die Mannschaften bestehen jeweils aus einem Torwart und fünf Feldspielern (2 × Abwehr, 1 × Mittelfeld, 2 × Sturm). Der Spieler steuert den Mittelfeldspieler, im Mehrspielermodus spielt der zweite Spieler zusätzlich einen Stürmer. Im VS Modus können (NES-Four-Scores-Erweiterung vorausgesetzt) bis zu vier Spieler mit- oder gegeneinander (2 vs. 1 oder 2 vs. 2) antreten.
Vor dem Spiel und in der Halbzeit ist es möglich, bis zu vier Taktiken festzulegen: Ob der Torwart bei Ballbesitz mit angreift, ob die eigenen Computer-Spieler selber schießen dürfen (immer, oft oder nie), ob die Spieler passen oder dribbeln oder ob die Abwehr durch Grätschen oder Stoppen (Tackeln) erfolgen soll.
Jede Mannschaft hat ihre eigenen Spezialschüsse. Diese sind wegen ihrer Flugbahn und ihrer Stärke meist unhaltbar. Deren Anzahl ist jedoch auf fünf Treffer pro Halbzeit begrenzt ist. Nach einem hohen Zuspiel ist es damit möglich, einen Fallrückzieher oder einen Flugkopfball zu vollführen, um so einen Spezialschuss zu erreichen. Durch eine bestimmte Schrittanzahl (diese ist je nach Mannschaft verschieden) dribbeln und dann schießen wird ebenfalls einen Spezialschuss erreicht.
Geht der Ball an den Gegner, kann man versuchen zu grätschen oder per Ellbogencheck zu tackeln, denn Fouls werden genauso wenig gepfiffen wie Abseits. Verletzen können sich die Spieler dennoch. Da man nicht wechseln kann, bleiben verletzte Spieler einfach liegen, sind aber nach einem Tor, Einwurf oder der Halbzeit wieder genesen.

### Mannschaften
Für das Spiel lassen sich verschiedene Nationalmannschaften auswählen, die sich von der Stärke unterscheiden. Aber auch optisch unterscheiden sich die Spieler gemäß ihrer jeweiligen Herkunft und sind oft landestypisch und teilweise klischeehaft dargestellt. So tragen die Spieler vom spanischen Team alle einen Flamenco-Hut.
Auswählen kann man zwischen den folgenden Nationalteams:
- Kamerun
- Japan
- Frankreich
- UdSSR
- Spanien
- England
- USA
- Mexiko
- Niederlande
- Brasilien
- Italien
- Argentinien
- Deutschland

## Die japanische Version und der Nachfolger
Nintendo World Cup stammt ursprünglich aus der in Japan populären und mehrere Sporttitel umfassenden Nekketsu-Serie und wurde für den westlichen Markt etwas umgestaltet. In der japanischen Originalversion kann man lediglich mit der japanischen Nationalmannschaft antreten. Mit Kunio-Kun no Nekketsu Soccer League gibt es in Japan auch einen Nachfolger, der inhaltlich wesentlich mehr bietet als der erste Teil. Es gibt zahlreiche neue Teams, wie Korea oder Senegal, neue ungewöhnliche Platzverhältnisse und Wettereinflüsse sowie eine Vielzahl an neuen Aktionsmöglichkeiten.